# Ptychobela salebra
Ptychobela salebra is een slakkensoort uit de familie van de Pseudomelatomidae. De wetenschappelijke naam van de soort is voor het eerst geldig gepubliceerd in 2007 door Li & Li.